# 川崎萌 (柔道)
川崎　萌（かわさき　もえ、1988年5月16日 - ）は、高知県高知市出身の日本の柔道家。52kg級の選手。身長162cm。組み手は右組み。得意技は小内刈、背負投。

## 経歴
柔道は4歳の時に和田道場で始めた。香長中学3年の時には全国中学校柔道大会の57kg級で優勝を飾った。団体戦では3位となった。
岡豊高校へ進むと、ほとんど休むことなく柔道漬けの日々を送ることになったが、「勝つことが快感。そのためなら何でも我慢できる」と語っている。1年の時には全国高校選手権の52kg級で2位となった。
2年の時にはインターハイの団体戦でチームは3位となった。この大会では途中からメンバーを外されたこともあって、小学生の時から一緒にやってきた1年先輩の和田麻未や、全国中学校柔道大会の団体戦で3位になった時のメンバーでもある1年後輩の柿内沙弥香の活躍を素直に喜べなかった。続くドイツジュニア国際では決勝で試合を優位に進めながら両肩を脱臼するアクシデントにより棄権負けとなった。全日本ジュニアでは3位だった。全国高校選手権の団体戦ではインターハイに続いて3位だった。
3年の時にはアジアジュニアの52kg級で優勝すると、インターハイでは3位に入った。全日本ジュニアでも3位だったが、世界ジュニア代表に選ばれた。世界ジュニアでは決勝でオランダのマウレーン・フルーフセマに対して、自らの右足側面で相手の左足首を絡めながら前方に回すように引き出して投げる独特の小内刈で一本勝ちして優勝を飾った。
帝京大学経済学部へ進むと、1年の時にはフランスジュニア国際で優勝した。ユニバーシアードでは2回戦でルクセンブルクのマリー・ミュラーに技ありで敗れたが、団体戦では優勝メンバーの一員として名を連ねることになった。全日本ジュニアでは3位にとどまった。その後はこれといった活躍は見られなかった。
大学を卒業すると、東京柔道整復専門学校へ進んだ。
2018年にはカナダへ語学留学するとともに、現地の道場で指導することにもなった。

## 主な戦績
- 2002年 -　全国中学校柔道大会　個人戦　5位　団体戦　5位
- 2003年 -　全国中学校柔道大会　個人戦　優勝　団体戦　3位
- 2005年 -　全国高校選手権　2位
- 2005年 -　インターハイ　団体戦　3位
- 2005年 -　ドイツジュニア国際 2位
- 2005年 -　全日本ジュニア　3位
- 2006年 -　全国高校選手権　団体戦　3位
- 2006年 -　アジアジュニア　優勝
- 2006年 -　インターハイ　3位
- 2006年 -　全日本ジュニア　3位
- 2006年 -　世界ジュニア　優勝
- 2007年 -　ベルギー国際　3位
- 2007年 -　フランスジュニア国際　優勝
- 2007年 -　ユニバーシアード　団体戦　優勝
- 2007年 -　全日本ジュニア　3位

(出典、、JudoInside.com)